# Karl-Gustav Andersson
Karl-Gustav Andersson, i riksdagen kallad Andersson i Storfors, född 5 december 1921 i Storfors, Kroppa församling, Värmlands län, död 29 september 1991 i Storfors, var en svensk rörverksarbetare och socialdemokratisk politiker.
Andersson var ledamot av andra kammaren 1958–1970. Han var också ledamot av den nya enkammarriksdagen från 1971, invald i Värmlands läns valkrets.
Karl-Gustav Andersson är begravd på Storfors kyrkogård.